# Collingwood Football Club

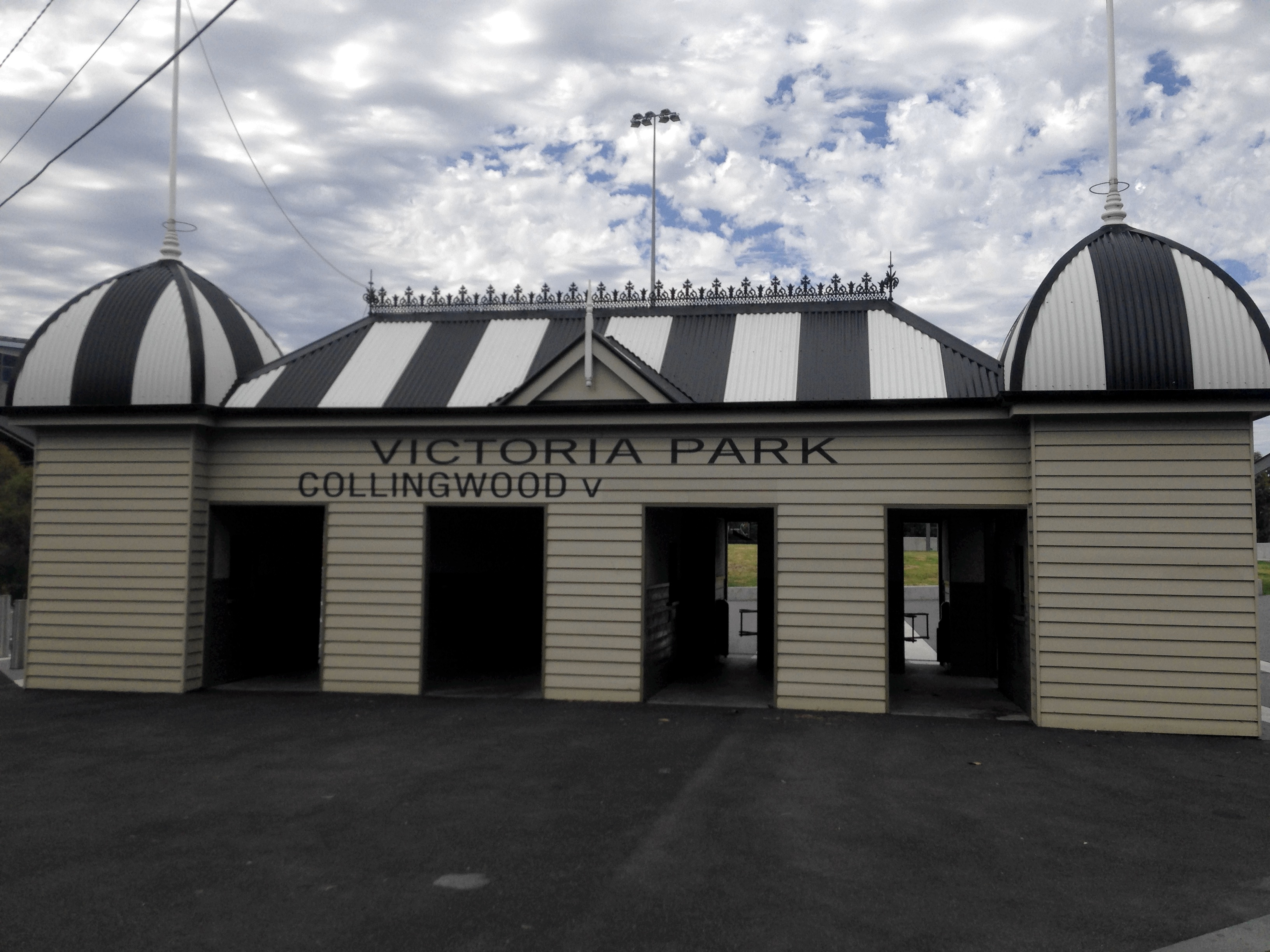
Estadio que utiliza el equipo de local

Collingwood Football Club, apodados the Magpies, es un equipo de fútbol australiano profesional, que juega en la Australian Football League. Su sede se encuentra en el suburbio de Collingwood en Melbourne, y juega en el Melbourne Cricket Ground.
El club cuenta con 15 campeonatos, y fue una de las mayores potencias de la VFL cuando el campeonato se puso en marcha. Además, es el equipo que ha cosechado más derrotas en una gran final.

## Historia
Collingwood surge en febrero de 1892 y debutó en la Victorian Football Association, en la que logró el título de 1896. En 1897 pasó a ser uno de los ocho clubes fundadores de la Victorian Football League (actual Australian Football League) siendo el equipo más joven de los que fundó el nuevo torneo.
Su primer título de liga lo logró en 1902, y obtendría más campeonatos en años posteriores. En la década de 1920 logra su mejor racha, con cuatro títulos consecutivos entre 1927 y 1930, a los que deben sumarse otros dos en 1935 y 1936, así como numerosas presencias en fases finales. Durante esa época forja una fuerte rivalidad con Carlton, Essendon y Richmond. Es determinante en estos años la figura de Jock McHale, que triunfó como jugador de los magpies (urracas) desde 1902 a 1921 y como entrenador desde 1912 hasta 1949.
A pesar de dos títulos en 1953 y 1958, Collingwood continuó presente en la lucha por el título. Pero a pesar de que solía superar la liga regular, caía en los momentos decisivos e incluso en las finales del campeonato. Finalmente, en 1990 obtuvieron su decimocuarto título al vencer en una final ante Essendon. Con el cambio de nombre de la liga a AFL, Collingwood llegó a perder comba y pasó a caer a un segundo plano. No obstante, logró recuperarse en la década de 2000 llegando a la final, para perderla, en dos ocasiones (2002 y 2003), y actualmente lucha por clasificarse para los playoff por la liga.
En 2010, ganó la liga tras imponerse a St Kilda por 108:52.

## Estadio
Collingwood juega sus partidos como local en Melbourne Cricket Ground, con capacidad para 100.000 personas. Los magpies fueron uno de los últimos equipos que abandonaron su tradicional emplazamiento para compartir estadios de mayor capacidad con otros equipos.
Desde 1892 hasta 1999 los blanquinegros jugaron en Victoria Park, para 27.000 espectadores. Dicho campo continúa en pie, ya que no puede ser demolido al ser patrimonio cultural del estado de Victoria.

## Palmarés
- VFL/AFL: 15 (1902, 1903, 1910, 1917, 1919, 1927, 1928, 1929, 1930, 1935, 1936, 1953, 1958, 1990, 2010)
- Victorian Football Association: 1 (1896)